# دبليو. إس. هولاند
دبليو. إس. هولاند (بالإنجليزية: W. S. Holland)‏ هو موسيقي وطبال أمريكي، ولد في 22 أبريل 1935 في سالتيلو في الولايات المتحدة.

## وصلات خارجية
- دبليو. إس. هولاند على موقع ميوزك برينز (الإنجليزية)
- دبليو. إس. هولاند على موقع أول ميوزيك (الإنجليزية)
- دبليو. إس. هولاند على موقع ديسكوغز (الإنجليزية)